# Экран (космический аппарат)
Экра́н — советские геостационарные спутники связи прямого телевещания.

## История
Разработка и производство НПО ПМ. Первый спутник серии «Экран» начал работу 26 октября 1976 года. Всего выпущено около 30 аппаратов этой серии. В 1987 году модернизирован (серия «Экран-М»).
Искусственные спутники Земли серии «Экран» были предназначены для ретрансляции цветных и черно-белых программ центрального телевидения в дециметровом диапазоне на сеть приёмных устройств коллективного пользования, расположенных в населённых пунктах Сибири и Крайнего Севера. Космический аппарат «Экран» имел достаточно мощный транспондер (200 Вт), что позволяло абонентам осуществлять приём телевизионного сигнала непосредственно на антенну индивидуального телевизионного приёмника.
«Экран» считается первым в мире серийным спутником непосредственного (прямого) телевизионного вещания.
1 февраля 2009 года последний спутник из серии «Экран» — «Экран-M», находящийся в позиции 99° в. д., прекратил работу.

## В филателии

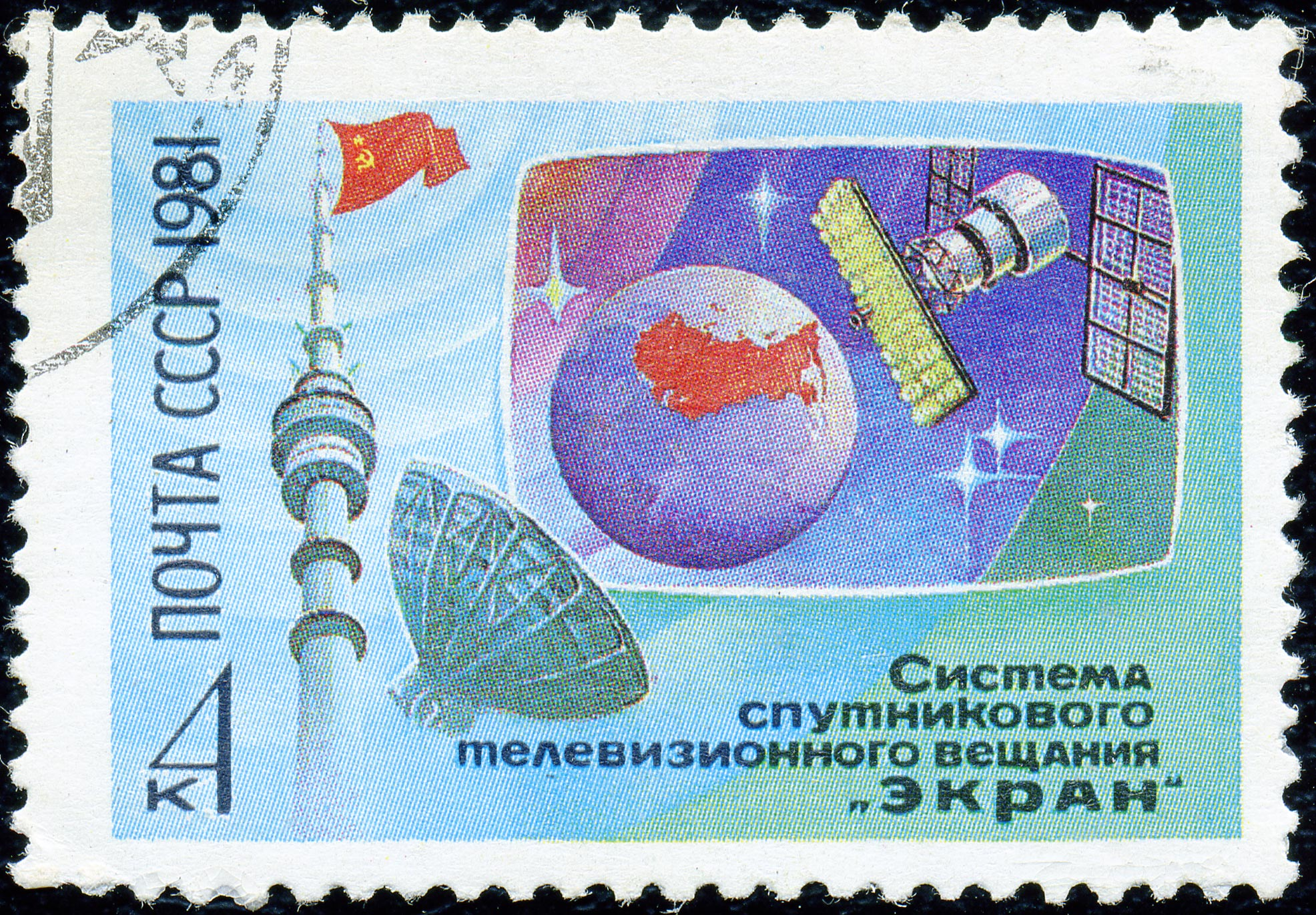
Почтовая марка СССР, 1981
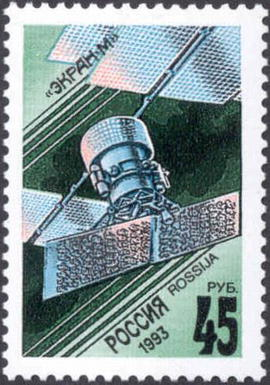
Почтовая марка России, 1993